# Demba Ba
Demba Ba (Sèvres, Franciaország, 1985. május 25. –) szenegáli válogatott labdarúgó.

## Pályafutása

### Rouen és Mouscron
Alain Michel kifejezett kérésére igazolták le az ificsapatba. Itt mutatkozott be először felnőtt mérkőzésen.
Első gólját a belga alsóbb osztályú Mouscron színeiben szerezte meg 2006 telén. 8 hónap alatt 9 meccsen 7 gólt szerzett.

### 1899 Hoffenheim
2007. augusztus 29-én eljött a kitörés Ba életében: leigazolta a német elsőosztályú 1899 Hoffenheim 3 millió euróért cserébe. 14 bajnoki gólt szerzett a Bundesligában és összesen csak egy meccset hagyott ki, első szezonjában. Minden sorozatot figyelembe véve Ba sikeres hoffenheimi időszakában 103 meccsen 40 gólt rúgott.

### West Ham United
A játékost sokáig a Stoke Cityvel hozták kapcsolatba. Sokáig tartó botránysorozat és a meghiúsult átigazolás után a West Ham United szerezte meg, 2011. január 28-án. 12 meccsen 9 gólt ért el. Csak egy fél szezont játszott itt, ugyanis a másodosztály elől a Newcastle Unitedbe igazolt.

### Newcastle United
2011. június 17-én aláírt az angol Newcastle United csapatához. Augusztus 13-án debütált egy Arsenal elleni meccsen. A szezon legjobb igazolásának bizonyult: 16 góllal házi gólkirály lett első szezonjában. Úgy tűnik, a 2012–13-as szezonban is folytatja tündöklését: a Tottenham Hotspur elleni szezonnyitó meccsen egy bombalövéssel szerezte meg idénybeli első gólját. Fél év alatt 13 gólt lőtt, így magára vonta a topklubok érdeklődését.

### Chelsea

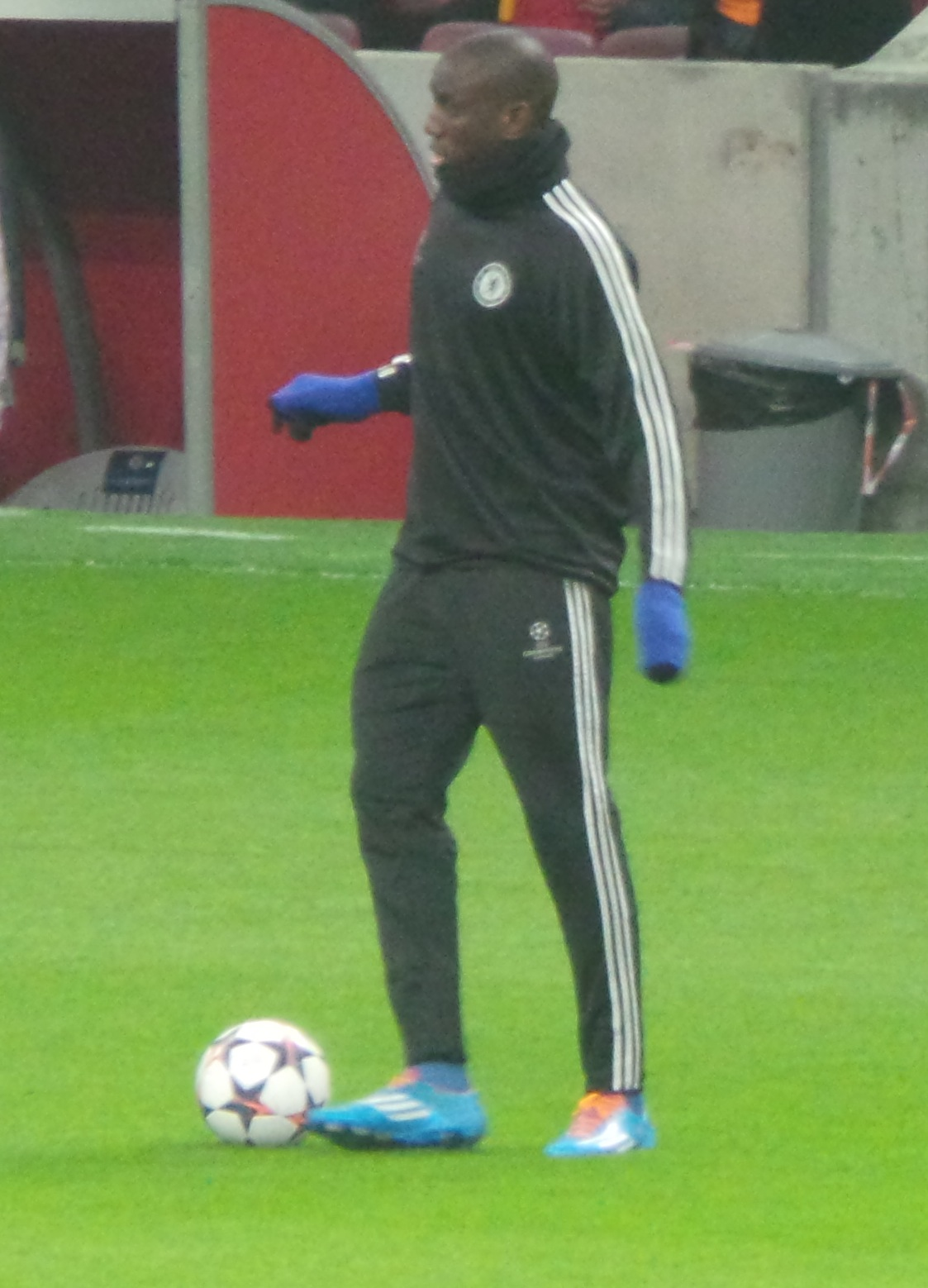
Demba Ba edzés közben a Chelsea szerelésében egy BL-meccs előtt.

2013. január 4-én létrejött a megállapodás a Chelsea-vel, új csapatához 3 és fél évig írt alá. Ba a 29-es mezszámot kapta. Első két gólját már a legelső meccsén megszerezte egy Southampton elleni FA-kupa meccsen. Ismét egy Southampton elleni meccsen a bajnokságban rúgott gólt. Ezzel szerezte első Premier League-gólját.
2013. február 2-án Ba először játszott korábbi csapata, a Newcastle ellen egy bajnokin a St. James' Parkban. A találkozó 32. percében Ba-nak lehetősége volt megszerezni a nyitógólt, de első kapuskísérletét az ellenfél kapusa, Tim Krul védte. Sikerült fejelnie a kipattanó labdát, és ennek során Coloccinivel ütközött. Az ütközés orrtörést okozott, Ba-t a 43. percben lecserélték. A Newcastle 3–2-re megnyerte a meccset. Hét gól nélküli meccs után talált ismét be egy kapuba, a West Bromwich Albion elleni 1–0-s győzelemben a a Stamford Bridgen március 2-án. Április 1-jén gólt lőtt a Manchester United elleni FA-kupa negyeddöntő visszavágóján, így a Chelsea 1–0-s győzelmet aratott, és ők lettek a Manchester City ellenfele a sorozatkiírás elődöntőjében.
Az Európa-liga 2012–13-as kiírásában a "Londoni kékek" eljutottak a döntőig, ahol 2–1-re legyőzték a portugál Benficát és első EL-serlegüket szerezték, viszont itt Dema Ba nem lépett pályára.
A 2013–14-es szezonban mezszámát 29-ről 19-re változtatták, amivel a Newcastle-ben játszott. A nyári átigazolási időszakban több egyesület is érdeklődött iránta, többek között több volt csapata és a városi rivális Arsenal is. A Chelsea végül nem engedte el máshova. Első gólját akkor szerezte, amikor csereként lépett pályára a német Schalke elleni 3–0-s győzelem során egy Bajnokok Ligája-mérkőzésen. Első Premier League-góljával bebiztosította a Chelsea 3–1-es győzelmét a Southampton ellen. 2013. december 11-én a Bajnokok Ligájában ő szerezte a meccs egyetlen gólját, amikor 1–0-ra nyertek a román Steaua București ellen.
2014. március 8-án kétszer is betalált, miután a 76. percben csereként lépett pályára a Tottenham Hotspur elleni 4–0-s összecsapáson. Április 8-án a 87. percben gólt szerzett a Bajnokok Ligája negyeddöntőjének visszavágóján a francia Paris Saint-Germain (PSG) ellen, így a Chelsea bejutott az elődöntőbe. Április 13-án ő szerezte a győztes gólt, amivel 1–0-ra nyertek a Swansea City ellenében. A 2013. januári érkezése óta mindössze 14 gólt szerzett és teljesítménye alaposan lemaradt a többi csatár, Samuel Eto'o és Fernando Torres mögött, mivel a szezon nagy részében a kispadon ült és főleg csere volt az említett klasszisok mögött.
Diego Costa 2014-es nyári érkezése után a Chelsea úgy döntött, hogy engedélyezi Ba-nak, hogy új klub után nézzen és szabadon tárgyaljon másokkal, annak ellenére, hogy a 2014–15-ös kiírásra is érvényes kontraktussal rendelkezett.

### Beşiktaş
2014. július 16-án a török Süper Lig-csapat, a Beşiktaş JK játékosa lett 6 millió euróért cserébe és a 9-es számú inget kapta. A holland Feyenoord ellen a 2014–15-ös Bajnokok Ligája harmadik selejtezőkörének első mérkőzésén, Oğuzhan Özyakup csereként debütált az 59. percben. A mérkőzés 2–1-re végződött. Az isztambuli visszavágón, amelyen először szerepelt a kezdő tizenegyben, három gólt szerzett, ezzel első mesterhármasát könyvelhette el pályafutása során, így segítve alakulatát a 3–1-es sikerhez. Augusztus 19-én közvetlenül a kezdőrúgás után szinte azonnal próbálkozott egy lövéssel, amelyet az Arsenal kapusa, Wojciech Szczęsny hárított a rájátszás első fordulójában, amely 0–0-ra végződött.
Remekül kezdett Törökországban és az első 10 meccsen nyolcszor volt eredményes az alakulat színeiben. Az Európa-ligában kulcsszerepet játszott a csapat sikereiben, mivel öt fordulóban ötször tudott betalálni, míg a Beşiktaş bejutott az egyenes kieséses szakaszba.

### Sanghaj Senhua
2015. június 28-án megerősítették, hogy hároméves szerződést írt alá a kínai Shanghai Shenhua csapatával. Július 11-én debütált a Tiencsin Teda 1–1-es döntetlenjén, és négy nappal később, a Beijing Guoan elleni 3–1-es hazai bajnokin lőtte első gólját. Ba 11 meccsen 6 góllal zárta az idényt, köztük szerepelt egy mesterhármas az utolsó fordulóban, október 31-én, a Csiangszu Szuning elleni 3–1-es győzelem során. Bár az említett csapat ellen vereséget szenvedtek a 2015-ös kínai FA-kupa döntőjében, Ba megnyerte a kupa legértékesebb játékosa és gólkirálya címet is.
A m szezonjában 14 gólt szerzett 18 szuperliga-mérkőzésen, köztük mesterhármast a Sihsziacsuang Ever Bright ellen 2016. április 3-án és a Zhejiang Greentown ellen június 19-én. Július 17-én eltörte a lábát a Shanghai SIPG elleni meccsen, amikor Szun Hszianggal ütközött és úgy esett el, hogy a lába megcsavarodott. A csapat edzője, Gregorio Manzano kijelentette, hogy a sérülés "végét vetheti profi karrierjének." Egy francia specialista orvos, Olivier Bringer július 22-én sikeresen megműtötte a játékos súlyosan sérült és törött lábát. A műtét után Bringer megerősítette, hogy Ba néhány hónapon belül képes lesz újra felállni a pályára.

### Visszatérés – Törökország
2017. január 31-én Beşiktaş megerősítette, hogy Ba 2017 májusáig kölcsönben csatlakozik újra a csapathoz. 2018. január 31-én csatlakozott a Göztepe SK-hoz ingyen és hivatalosan távozott Kínából. Február 5-én debütált a narancssárga szerelésban egy Trabzonspor elleni, gólnélküli 0–0 alkalmával, ahol 45. percnyi játéklehetőséget kapott. Első találatát már a rákövetkező találkozón elkönyvelhette a kiesésjelölt Osmanlispor ellen.
Összesen hét gólt szerzett és egy gólpasszt 13 meccsen, mielőtt újra csatlakozott volna a kínai Sanghaj Senhuához.

### Visszatérés – Sanghaj Senhua
Végül 2018. június 14-én csatlakozott újra a Shanghai Shenhuához. Július 18-án debütált újonnan visszatérve és győztes gólt szerzett a Tiencsin Teda elleni 1–0-s hazai bajnokin.

### İstanbul Başakşehir
2019 januárjában közös megegyezéssel felbontotta szerződését Kínában, és csatlakozott a török İstanbul Başakşehir együtteséhez. Ezzel pályafutása során a Beşiktaş után egy másik nagy isztambuli gárdánál is megfordult.
2020. július 19-én történelmet írt amikor 1–0-ra legyőzték a Kayserisport, mivel a csapata története során először lett a Süper Lig bajnoka. Betalált a Kasımpaşa elleni 2–3-as vereségében is a bajnoki szezon utolsó napján, amivel elérte, hogy 13 góllal a klub házi gólkirályaként zárta az idényt.

### Lugano
2021. június 19-én egyéves szerződést írt alá a svájci FC Lugano klubjával egy ingyenes átigazolással. Kicsit több, mint 1 hónap elteltével, július 21-én lépett először pályára a svájci élvonalban az FC Zürich ellen 2–0-ra otthoni meccsen. Kevesebb, mint három hónappal az érkezése után szeptember 13-án, 36 évesen bejelentette visszavonulását a profi labdarúgástól.

### A válogatottban
Pályafutása során, 2007 és 2015 között összesen 22 mérkőzésen húzta fel magára Szenegál nemzeti válogatottjának mezét és háromszor volt eredményes az évek alatt.

## Sikerei, díjai

### Klubcsapatokban
Beşiktaş
- Török bajnok: 2016–17[63]

İstanbul Başakşehir
- Török bajnok: 2019–20[64]

### Egyéni
- Premier League – A hónap játékosa: 2011 december[65]
- Kínai FA-kupa – A legértékesebb játékos: 2015[38]
- Az év afrikai játékosa (jelölve): 2012